# Miss Athléta
Maria Zachritz, de casada, de Van Huffelen, conocida artísticamente como Miss Athléta (Amberes, 20 de abril de 1869 - Bruselas 11 de noviembre de 1927) fue una artista de circo y forzuda belga, conocida por ser la mujer más fuerte del mundo en su tiempo.

## Trayectoria
Era hija de los artistas de circo Emma Kirschner y Philippus Zachritz. Comenzó su formación como gimnasta y acróbata desde niña, y debutó en torno a los 18 años en Bruselas. Se casó con Gomaar Van Huffelen, un fabricante de pinceles y la pareja para ganar algo más de dinero viajaba con una carpa de circo de 15 x 7  metros, llamada Circo Eldorado, presentando números de acrobacias, magia y de fuerza, éste último protagonizado por ella misma.
En sus inicios realizó números de contorsionismo, equilibrio en la cuerda floja y la mujer cañón, pero no fue hasta que mostró su fuerza a los grandes circos cuando se fijaron en ella. Los directores del circo le dieron el nombre artístico de Miss Fanny, para darle una imagen moderna e internacional, pero al finalmente fue conocida como Miss Athléta.
Actuó en Londres, donde compitió contra Josephine Blatt (Minerva) y Victoria, a quienes superó durante una actuación.  Durante su gira por algunas ciudades europeas, actuó en el Cirque d'Hiver de París. y formó parte del Circo Ducos. Alcanzó dos récords de fuerza, uno cuando lanzó a dos manos y en tres tiempos una barra de 87,5 kilos y otro, en Burdeos, dónde levantó 92 kilos.
Para hacer sus movimientos más impresionantes pero también pensando en su público, que no estaba familiarizado con las pesas de culturismo, utilizaba objetos cotidianos como barriles o seres vivos (hombres o caballos), que levantaba y comenzaba a dar vueltas a la pista y a hacer otras demostraciones de fuerza.  Entre sus números destacaban dos ponis en equilibrio sobre un puente de 400 kilos, una mancuerna de la que suspendían 7 hombres y bailar el vals con tres personas a hombros.  Se retiró en 1905 a los 40 años.
Tuvo tres hijas, Anna, Louise y Brada, que siguieron sus pasos y actuaban juntas levantando 70 kilos sin esfuerzo.  En 1908, las «Drie Athlétas» o «Trois Grâces» actuaron en el Folies Bergère de París, los musichalls ingleses y el Hippodrome de Nueva York. Entre 1909 y 1911, el trío realizó una gira por Estados Unidos para actuar en teatros de vodevil. Las revistas especializadas no dejaron de comparar sus mediciones y resultados.

## Reconocimientos
En 2020 se propuso nombrar a una calle de Saint-Nicolas en Bélgica, donde había vivido, con el nombre de Miss Athléta, como parte de un proyecto para aumentar los nombres femeninos en el callejero de la ciudad, pero la propuesta fue rechazada.

## Galería

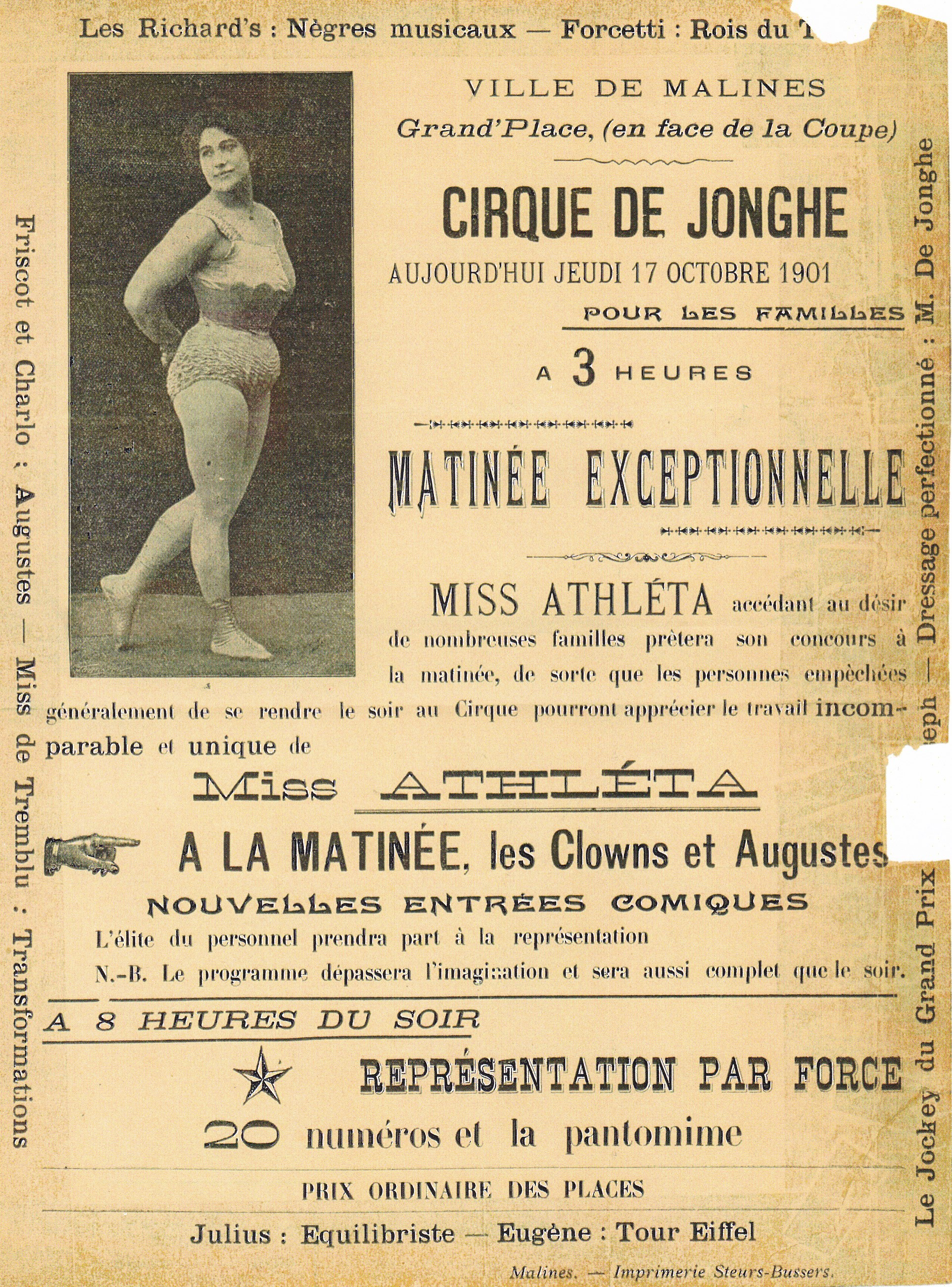
Prospecto para una actuación en Mechelen.
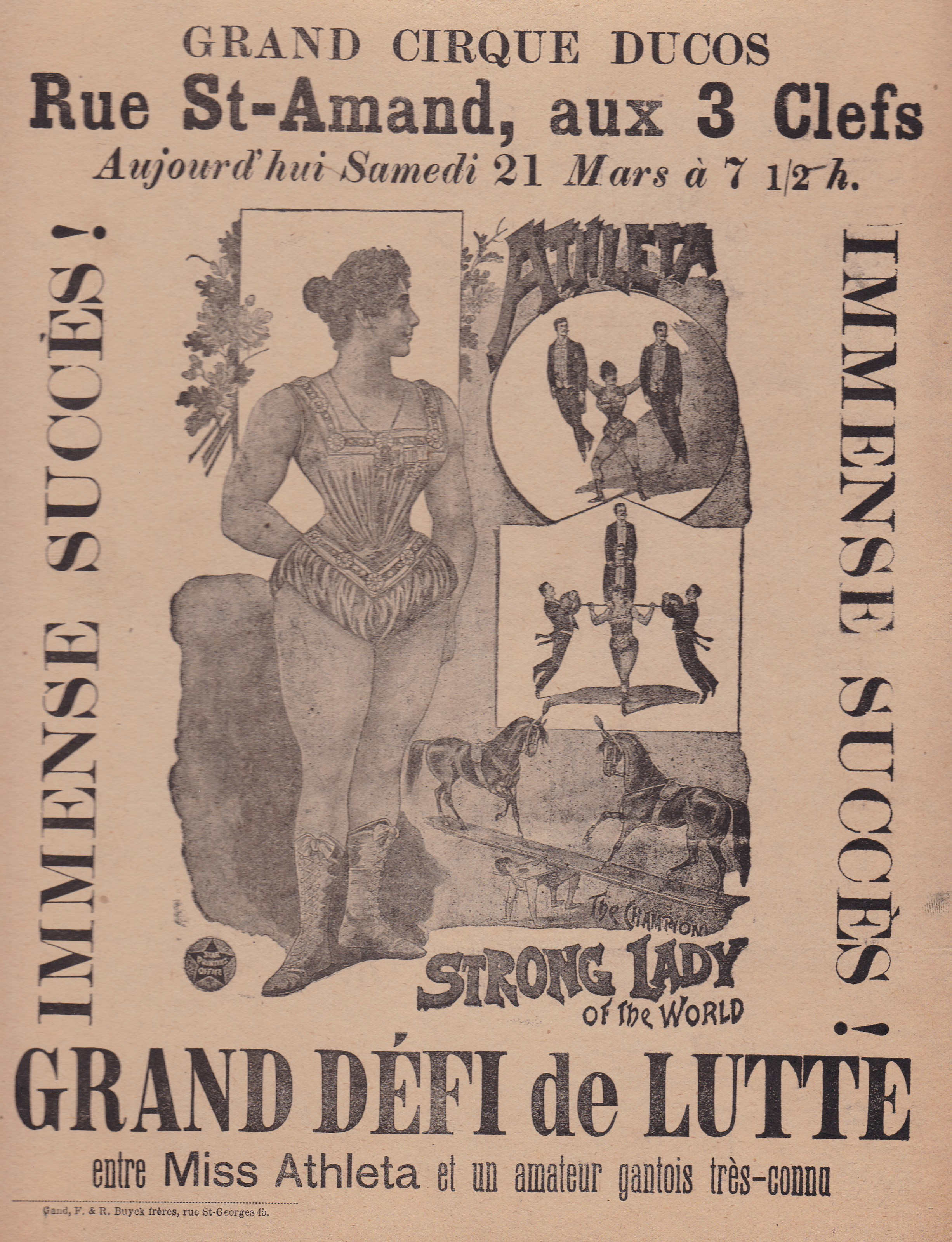
Anuncio de una actuación en Gante.
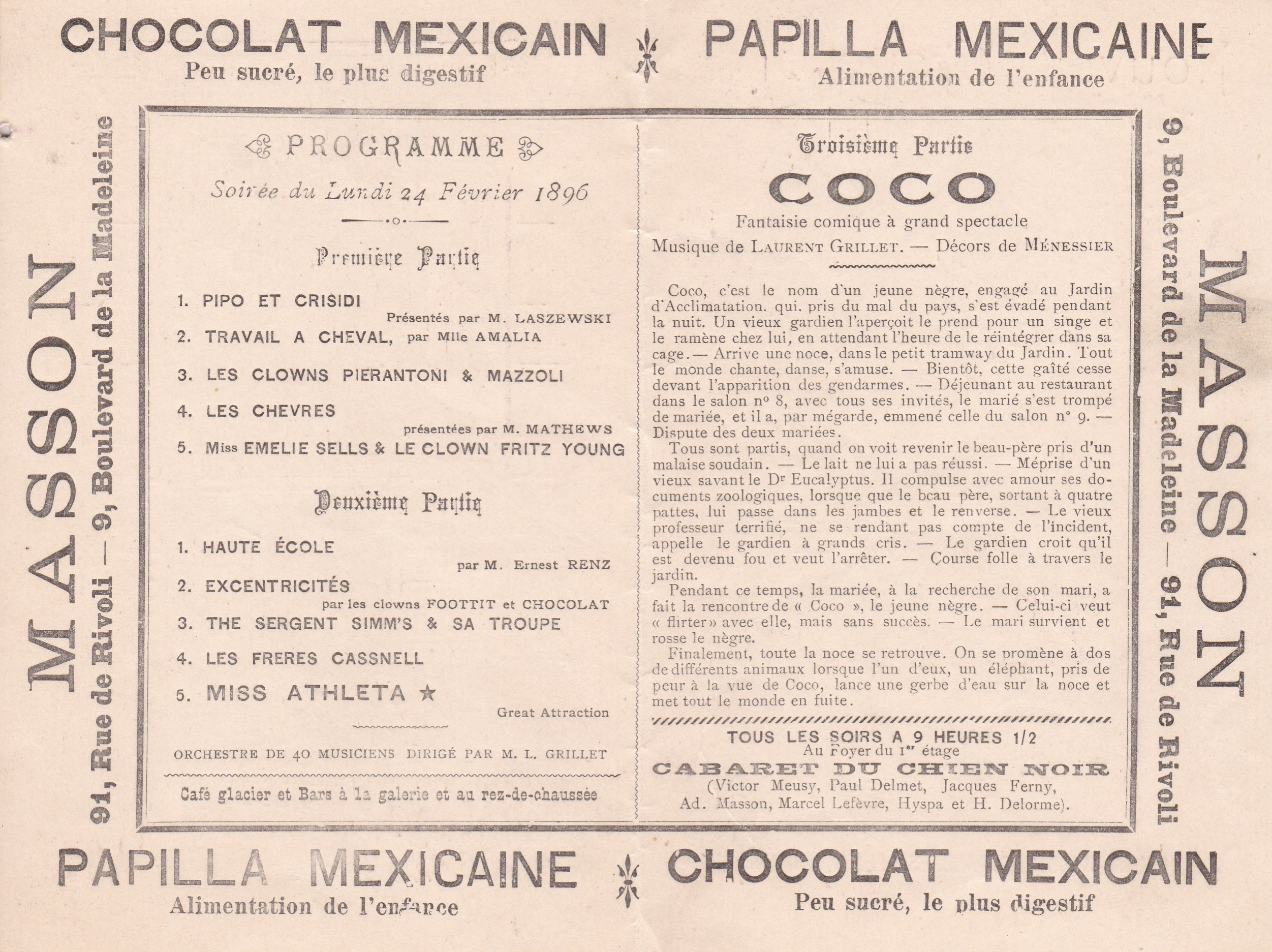
Programa del Nuevo Circo de París, 1896.